# Bay Point, Antarktis
Bay Point är en udde i Antarktis. Den ligger i Västantarktis. Argentina, Chile och Storbritannien gör anspråk på området.
Terrängen inåt land är huvudsakligen kuperad, men åt sydväst är den platt. Havet är nära Bay Point åt sydväst. Trakten är obefolkad. Det finns inga samhällen i närheten. 